# 取精急轉彎
《取精急轉彎》（英語：Spermageddon）是一部2024年上映的挪威成人動畫音樂性喜劇電影，由湯米·維爾柯拉和雷斯穆斯・A・席維特森Rasmus A. Sivertsen執導。這部電影由兩條故事線組成，一條講述一對青少年情侶第一次發生性關係的故事，另一條講述精子洨明和他的朋友們尋找受精卵的故事。
據報道，該電影帶有2016年動畫電影《腸腸搞轟趴》的風格，維爾科拉將其描述為「既是一部公路電影，又是一部史詩般的冒險電影……類似《魔戒》」。製片人謝蒂爾·奧姆伯格（Kjetil Omberg）將該劇與《南方公園》和《進擊小忍者》進行了類比，稱其目標受眾是「大孩子和成年人」。

## 配音員
- 雅斯·肯尼 飾 洨明（Simen）
- 瑪蒂爾達·杜多明·史托姆  飾  洨美（Cumilla）
- 納斯林·胡斯拉維 飾 麗莎（Lisa）
- 克里斯蒂安·米克爾森 飾 阿詹（Jens）
- 比喬恩・森德奎斯特（英语：Bjørn Sundquist） 飾  薩爾茨曼教授（Saltsmak）
- 克利斯汀·盧貝克（Christian Rubeck） 飾  加藤精（Jizzmo）
- 約翰·朗戈特  飾  Egan Olsæd
- 古斯塔夫·尼爾森 飾  Benner'n 和 Bjell
- 史蒂格·弗羅德·亨里克森（英语：Stig_Frode_Henriksen） 飾 大腸桿菌巨魔
- 西莉亞（英语：Silya） 飾  Gynekologen
- 雅各·肖延·安德森 飾 Hjernekjell
- 英格麗·波爾索·貝達爾（英语：Ingrid_Bolsø_Berdal） 飾  Hjerniffer
- 夏洛特·弗羅格納（英语：Charlotte_Frogner） 飾 Hjernia

## 製作
該電影於2021年秋季開始製作，至2022年5月仍在製作中。維爾科拉於2024年3月表示影片已進入後期製作階段。

### 配樂
本片原聲帶由劇本作者耶斯珀·桑內斯（Jesper Sundnes）與配樂作曲克利斯汀·維比共同創作多首音樂劇歌曲。維貝曾與導演維爾科拉合作過多部作品，包括《下雪總比流血好》（2009）、《冰血奇緣》（2014）、《獵殺星期一》（2017）、《死期大到來》和《暴戾夜》（皆為2021年）等。
| 曲序 | 曲目                                             | 时长 |
| ---- | ------------------------------------------------ | ---- |
| 1.   | Her i Pungen（由雅斯·肯尼與瑪蒂爾達·史托姆演唱） | 3:50 |
| 2.   | Spermageddon（克利斯汀·盧貝克）                  | 3:15 |
| 3.   | Abortsangen（西莉亞）                            | 4:32 |
| 4.   | E. colisangen（史帝・佛洛迪・韓利克森）          | 1:23 |

## 發行
本片由國際發行代理商 Charades 於2022年第75屆坎城影展的坎城電影市場展首次進行銷售，並於2024年再次在該市場放映以吸引買家。
2024年6月10日，《Spermageddon》於安錫國際動畫影展「午夜特別單元」首映。之後亦於富川國際奇幻影展、奇幻电影节、錫切斯影展、鹿特丹國際影展「聚光單元」（Limelight）播映。
影片原定於2025年1月10日由北歐地區的SF Studios發行，後延期至2月28日。 目前已售出至以下地區發行，包含亞得里亞海地區、奧地利、波羅的海三國、保加利亞、獨立國協（CIS）、捷克、法國、德國、匈牙利、冰島、羅馬尼亞、新加坡、斯洛伐克、西班牙、瑞士、臺灣與泰國。

## 評價
《好萊塢報導》的喬丹·敏策（Jordan Mintzer）表示：「雖然粗俗笑點可能略顯疲乏……但導演仍成功維持節奏明快且趣味十足。」《Cineuropa》的穆麗爾·德爾·東（Muriel Del Don）認為本片「引人入勝又大膽無畏」。
《ScreenAnarchy》的馬丁·庫德拉克（Martin Kudlac）指出本片「巧妙平衡」兩條敘事主線，「精子們的旅程既像史詩般的探險，又是搞笑的惡作劇，而延斯與麗莎的故事則為影片增添了青春現實感。」《Polygon》的塔莎·羅賓森（Tasha Robinson）認為劇情「淺薄」，笑料「幼稚」，但歌曲「朗朗上口」，敘事風格「古怪而富有玩心」，惡搞元素「切題且犀利」。《Slant Magazine》的迭戈·塞梅雷內（Diego Semerene）稱本片「充滿俏皮隱喻，毫不掩飾」，並形容為「對北歐異性戀關係的爆笑寫照」。

## 外部連結
- 官方网站
- 互联网电影数据库（IMDb）上《取精急轉彎》的资料（英文）